# Aminoxidy
Aminoxidy, též nazývané amin-N-oxidy nebo N-oxidy, jsou chemické sloučeniny s molekulami obsahujícími funkční skupiny R3N+−O−; mezi atomy dusíku a kyslíku je koordinačně kovalentní vazba. R mohou být atomy vodíku nebo uhlovodíkové skupiny.
Jako aminoxidy by se měly nazývat pouze oxidy terciárních aminů, i když se toto označení někdy používá i pro odpovídající deriváty primárních a sekundárních aminů.
Příklady aminoxidu mohou být pyridin-N-oxid, což je ve vodě rozpustná krystalická látka s teplotou tání 62–67 °C, a N-methylmorfolin-N-oxid, který se používá jako oxidační činidlo.

## Příprava a výroba
Aminoxidy se získávají N-oxidací terciárních aminů či pyridinů pomocí peroxidu vodíku (H2O2) nebo peroxokyseliny, jako jsou například kyselina peroxosírová a kyselina meta-chlorperoxybenzoová.

## Vlastnosti
Aminoxidy jsou velmi polární látky, svojí úrovní polarity se podobají kvartérním amoniovým sloučeninám. Aminoxidy s menšími molekulami jsou silně hydrofilní, velmi dobře rozpustné ve vodě a špatně rozpustné ve většině organických rozpouštědel.
Aminoxidy jsou slabé zásady, jejichž pKb se pohybuje kolem 4,5. V prostředí s nižším pH, než je jejich pKb, tvoří kationtové hydroxylaminy R3N+−OH.

## Reakce
U aminoxidů může dojít k řadě různých reakcí, kterými jsou:
- Pyrolytická eliminace – Z aminoxidů se při zahřátí na 150 až 200 °C odštěpuje hydroxylamin, čímž dojde ke vzniku alkenu.
- Redukce na aminy – Aminoxidy lze přeměnit na odpovídající aminy pomocí redukčních činidel, jako jsou hydrid lithno-hlinitý a tetrahydridoboritan sodný; případně katalytickou redukcí zinkem nebo železem s kyselinou octovou. Pyridin-N-oxidy lze deoxygenovat reakcí s oxychloridem fosforečným.
- Regenerace oxidačních činidel – Redukcí N-oxidů lze regenerovat některá oxidační činidla, například oxid osmičelý pomocí N-methylmorfolin oxidu.
- O-alkylace - Pyridin-N-oxidy reagují s alkylhalogenidy za vzniku O-alkylovaných produktů.
- Deriváty bis-terpyridinu adsorbované na stříbru reagují s kyslíkem za tvorby bis-terpyridin-N-oxidů.[3]
- Při Meisenheimerově přesmyku (pojmenovaném po Jakobu Meisenheimerovi) se některé N—oxidy R1R2R3N+O− přesmykují na hydroxylaminy R2R3N−O−R1[4][5]
  - Může dojít k 1,2-přesmyku:

- - nebo k 2,3-přesmyku:

- V Polonovského reakci se terciární N-oxid štěpí pomocí anhydridu kyseliny octové na acetamid a aldehyd:[6][7][8]

## Použití

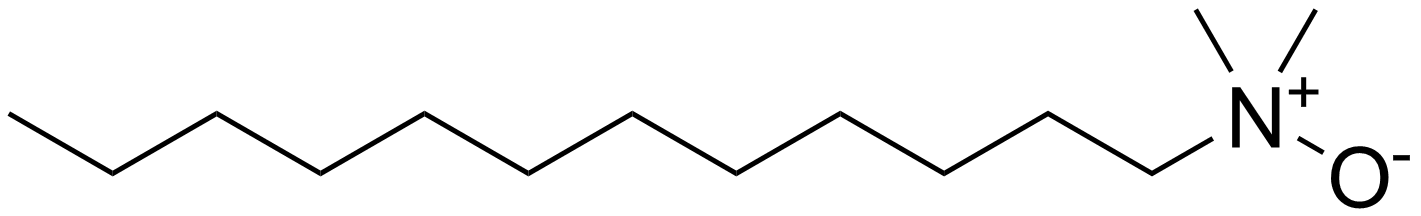
Lauryldimethylamin oxid, aminový derivát mastné kyseliny, používaný jako baktericidní přísada v mnoha kosmetických přípravcích

Aminoxidy se používají v organické syntéze jako chránicí skupiny pro aminy a také jako meziprodukty některých reakcí.
Aminoxidy s dlouhými alkylovými řetězci fungují jako amfolytické tenzidy, čehož se využívá v šamponech a čisticích prostředcích. Nejčastěji se používají alkyldimethylové aminoxidy s řetězci s 10 až 16 atomy uhlíku. Více než 95 % vyrobených aminoxidů je součástí čisticích prostředků pro domácnosti, kde fungují jako stabilizátory, zahušťovadla, změkčovadla a emulgátory; aktivní koncentrace se pohybují v rozmezí 0,1 % až 10 %. Zbylých necelých 5 % se využívá v kosmetice, průmyslu a v některých patentovaných metodách - například ve fotografii.

## Bezpečnost
U aminoxidů (AO) nebyla prokázána karcinogenita, dráždivost ani reprodukční toxicita. Tyto látky se snadno metabolizují a při pozření jsou rychle vyloučeny. Chronické vystavení králíků aminoxidům mělo za následek úbytek tělesné hmotnosti, průjem a neprůhlednost rohovky (dávky se pohybovaly v rozmezí 87–150 mg/kg za den). Při jiných testech bylo zjištěno, že po osmihodinovém působení na lidskou kůži do těla projde méně než 1 % aminoxidů. Oční dráždivost je u aminoxidů a jiných tenzidů mírná a bez trvalých následků.

### V životním prostředí
Při měření rozpustnosti aminoxidů s průměrnou délkou uhlíkových řetězců 12,6 byly naměřeny hodnoty kolem 410 g/l. Předpokládaný bioakumulační potenciál u vodních organismů je nízký.